# Okręty pomocnicze typu Victorious

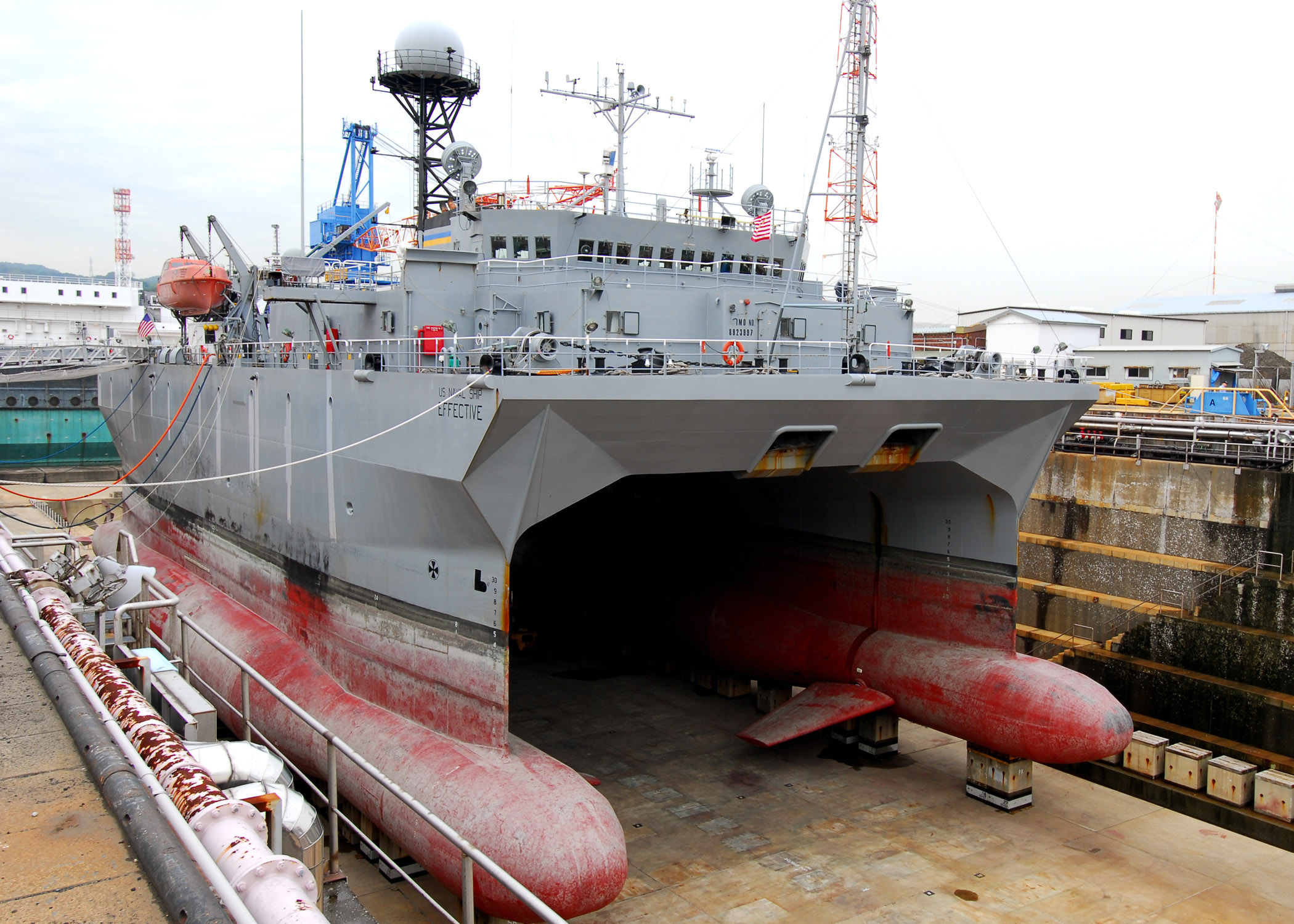
Okręt USNS "Effective (T-AGOS-21) w suchym doku

Okręty typu Victorious – typ czterech amerykańskich okrętów pomocniczych (w oficjalnej klasyfikacji: Ocean Surveillance Ships, okręty obserwacji oceanicznej) o konstrukcji SWATH, zbudowanych dla United States Navy na początku lat 90. XX wieku. Okręty przeznaczone są do zbierania danych akustycznych przy użyciu systemu holowanych sonarów SURTASS, służących głównie wykrywaniu i śledzeniu obcych okrętów podwodnych.
Na bazie typu Victorious opracowany został jednookrętowy typ Impeccable.

## Okręty
- USNS "Victorious" (T-AGOS-19)
- USNS "Able" (T-AGOS-20)
- USNS "Effective" (T-AGOS-21)
- USNS "Loyal" (T-AGOS-22)